# Sættedommer
En sættedommer er en dommer der beskikkes til at beklæde retten i en enkelt sag, hvor den dommer eller domstol, der almindeligvis ville skulle behandle sagen, er afskåret herfra på grund af inhabilitet. 
Behovet for sættedommere var inden domstolsreformen i 2007 ret almindeligt, da enhver inhabilitet hos en dommer ved et enkeltdommerembede ville skulle løses med beskikkelse af en sættedommer. Ved kollegiale retter (dvs. hvor retten består af flere dommere) er der sjældnere behov for sættedommere, da en enkelt dommers inhabilitet blot løses ved at sagen overlades til en anden dommer ved samme ret. Hvis inhabiliteten derimod berører retten som helhed, vil der være behov at at beskikke sættedommere også ved de kollegiale retter. Beskikkelsen af sættedommere foretages af præsidenten for den overordnede ret. Det er oftest dommere fra en tilstødende retskreds, der beskikkes som sættedommere. 

## Regler
Reglerne om beskikkelse af sættedommere findes i retsplejelovens § 46. 
§ 46. Hvis det på grund af en dommers inhabilitet er nødvendigt, beskikkes en sættedommer, for byretternes vedkommende af landsrettens præsident og i øvrigt af Højesterets præsident.